# Гонолек двобарвний

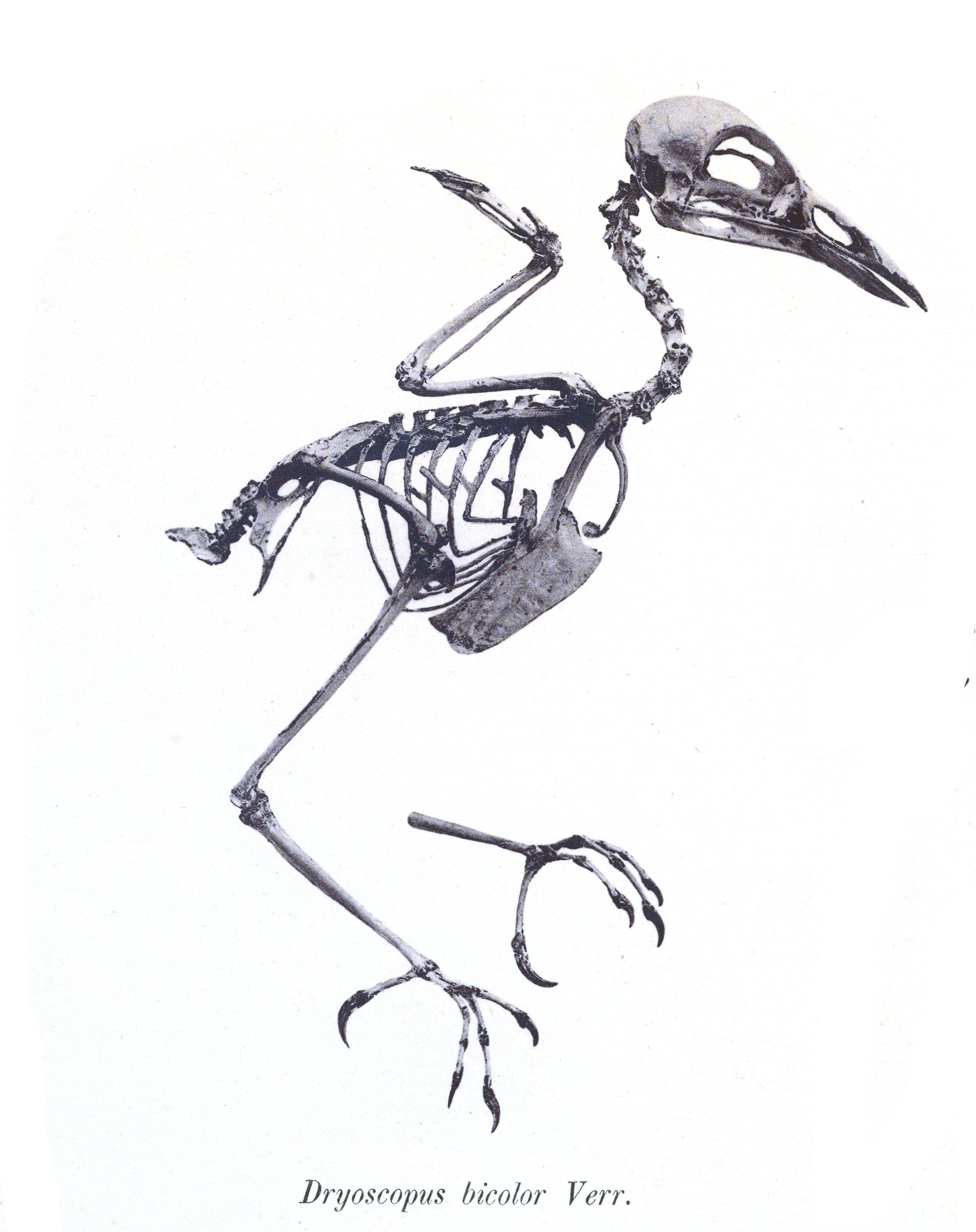
Скелет двобарвного гонолека

Гонолек двобарвний (Laniarius bicolor) — вид горобцеподібних птахів родини гладіаторових (Malaconotidae). Мешкає на заході Центральної Африці. 

## Опис
Довжина птаха становить 23-25 см. Верхня частина тіла, голова, крила і хвіст чорні. На крилах білі смуги. кінчик хвоста білий. Нижня частина тіла біла. Очі карі, дзьоб чорний, лапи сизі.

## Підвиди
Виділяють три підвиди:
- L. b. bicolor (Hartlaub, 1857) — поширений в Камеруні та Габоні;
- L. b. guttatus (Hartlaub, 1865) — поширений від заходу Республіки Конго до заходу Анголи;
- L. b. sticturus Hartlaub & Finsch, 1870 — поширений на півдні Анголи, на заході Замбії, на північному сході Намібії та на півночі Ботсвани.

## Поширення і екологія
Двобарвні гонолеки поширені в Камеруні, Габоні, Республіці Конго, Демократичній Республіці Конго, Анголі, Ботсвані, Намібії, Замбії та Зімбабве. Північні популяції живуть в саванах і чагарникових заростях, тоді як південні популяції живуть поблизу річок, озер та на болотах.

## Поведінка
Двобарвні гонолеки харчуються комахами та іншими безхребетними, іноді фруктами. Вони є моногамними і територіальними птахами. Розмножються впродовж всього року, хоча південні популяції найчастіше розмножуються навесні. Гніздо неглибоке, чашоподібне, розміщується на висоті 2-3 м над землею. В кладці 2 яйця розміром 23x20 мм. Яйця світло-кремові або зеленуваті, поцятковані рудими плямками. Двобарвні гонолеки часто стають жертвою гніздового паразитизму з боку чорної зозулі..